# Еллері Кайро
Еллері Каіро (нід. Ellery Cairo, нар. 3 серпня 1978, Роттердам) — нідерландський футболіст, що грав на позиції нападника.
Виступав, зокрема, за клуб «Феєнорд», з яким став чемпіоном Нідерландів та володарем Суперкубка Нідерландів, а також «Твенте», ставши у його складі володарем Кубка Нідерландів.

## Клубна кар'єра
Народився 3 серпня 1978 року в місті Роттердам. Вихованець футбольної школи клубу «Феєнорд» і вважався одним із найбільших талантів молодіжної академії «Феєнорда» в середині 1990-х років, і вже дебютував за першу команду 7 травня 1995 року, у віці шістнадцяти років, вийшовши на заміну замість Гастона Таумента на 75-й хвилині в домашньому матчі проти ПСВ (3:2). Однак у наступних двох сезонах він не зміг закріпитись, тому в 1997 році його віддали в оренду до клубу-супутника «Ексельсіор» (Роттердам), який грав дивізіоном нижче. Там Кайро отримав місце в основі, де провів півтора роки, а в чемпіонському сезоні 1998/99 років він повернувся до «Феєнорда» під час зимової перерви і допоміг команді здобути золоті нагороди. Того ж року здобув з командою і Суперкубок Нідерландів, вийшовши на заміну на 65 хвилині замість Петера ван Воссена.
Влітку 2000 року перейшов у «Твенте», в якій провів три сезони, і у 2001 році виграв Кубок Нідерландів.
Влітку 2003 року Кайро приєднався до клубу німецької Бундесліги «Фрайбург». Він дебютував у чемпіонаті 2 серпня у виїзному матчі проти «Баєра 04», який завершився рахунком 1:4. Свій перший гол він забив лише у 21-му турі, у матчі з менхенгладбахською «Боруссією» (2:2). За підсумками сезону «Фрайбург» уникнув вильоту до другої ліги, але через рік, у 2005 році, посівши останнє місце, опустився в клас нижче. Після цього Кайро перейшов до берлінської «Герти», але з два сезони так і не став основним гравцем.
У сезоні 2007/08 Кайро грав за англійський «Ковентрі Сіті» в Чемпіонаті футбольної ліги. Після закінчення сезону з ним не продовжили контракт і він безкоштовно перебрався у «НАК Бреду». Після двох сезонів у Бреді, в яких він зіграв майже п'ятдесят ігор, часто виходячи на заміну, його контракт, що закінчувався, більше не продовжували і у вересні 2010 року він став гравцем клубу «Гераклес» (Алмело), але там на поле виходив вкрай рідко.
Завершив ігрову кар'єру у команді другого дивізіону «Апелдорн», за яку виступав протягом 2011—2012 років. Після одного сезону він пішов до аматорського клубу «ДЕТО Твентеранд». У своєму першому матчі за клуб він отримав травму коліна, після чого вирішив завершити кар'єру.

## Виступи за збірну
У 1998—2000 роках залучався до складу молодіжної збірної Нідерландів, з якою був учасником молодіжного чемпіонату Європи 2000 року, де нідерландці не вийшли з групи. Всього за молодіжну збірну зіграв 13 матчів і забив 1 гол.
2005 року Кайро отримав виклик до національної збірної Нідерландів на товариський матч проти Італії після того, як Руд ван Ністелрой відмовився від участі через травму. Еллері залишився на лаві запасних збірної під керівництвом тренера Марко ван Бастена під час товариського матчу проти Італії, але надалі до збірної не викликався.

## Тренерська кар'єра
Влітку 2014 року Кайро став помічником тренера жіночої команди «Твенте», а у 2017 році став фітнес-тренером у «Твенте» та особистим тренером для таких гравців, як Кевін-Прінс Боатенг.